# 山田馨司
山田 馨司（やまだ けいじ）は日本の総務官僚。総務事務次官、能率増進研究開発センター理事長、青少年国際交流センター理事長などを歴任。

## 来歴
1959年九州大学文学部卒業、総理府入庁。総務事務次官退官後、能率増進研究開発センター理事長、青少年国際交流センター理事長を経て、2012年青少年国際交流センター顧問。

## 略歴
- 1958年9月：国家公務員採用上級試験格合格
- 1959年3月：九州大学文学部卒業
- 1974年7月：公害等調整委員会事務局審査官
- 1976年4月：内閣総理大臣官房参事官兼内閣審議官（内閣官房内閣広報室）
- 1979年6月：沖縄総合事務局総務部長
- 1983年2月：青少年対策本部参事官
- 1983年7月：総務庁恩給局総務課長
- 1983年11月：警察庁中国管区警察局公安部長（警視長）
- 1985年8月：警察庁警務局付（警視監）
- 1985年9月：総務庁長官官房総務課長
- 1986年7月：総務庁長官官房秘書課長
- 1987年6月：総務庁長官官房審議官（官房調整部門担当）
- 1988年1月：総務庁長官官房審議官（行政監察局担当）
- 1988年5月：総務庁長官官房長
- 1991年7月：総務庁人事局長
- 1992年7月：総務事務次官
- 1992年8月：地域改善対策協議会委員
- 1993年6月：退官
- 1995年4月：青少年問題審議会委員